# 澳門碼頭列表
澳門碼頭列表一共有49座碼頭，並且分佈於澳門半島東西岸、氹仔及路環東西岸。

## 港口簡介
澳氹外港航道寬為120公尺，其海圖深度維持4.4公尺。
內港位於澳門半島西面，由34個碼頭組成。往內港航道及內港航道均為55公尺寬，兩者之海圖深度都維持3.5公尺。
往九澳港之共同航道，寬為75公尺。
列表由澳門北到南介紹
| 碼頭名稱                       | 行政區劃     | 碼頭性質     | 備註                                                                     |
| ------------------------------ | ------------ | ------------ | ------------------------------------------------------------------------ |
| 澳門半島西岸                   |              |              |                                                                          |
| 青洲塘                         | 花地瑪堂區   | 政府碼頭     | 只提供海事及水務局船隻靠泊。                                             |
| 筷子基北塘北邊小碼頭           | 花地瑪堂區   | 貨運碼頭     | 為澳門疏濬服務有限公司之用。                                             |
| 北灣碼頭                       | 花地瑪堂區   | 貨運碼頭     | 供靠泊空載的油躉船。                                                     |
| 青洲海關碼頭                   | 花地瑪堂區   | 政府碼頭     | 供海關船艇靠泊。                                                         |
| 林茂塘遊艇會碼頭               | 聖安多尼堂區 | 遊艇停泊碼頭 | 供遊艇靠泊。                                                             |
| 內港33號碼頭                   | 聖安多尼堂區 | 貨運碼頭     |                                                                          |
| 內港31A號碼頭                  | 聖安多尼堂區 | 貨運碼頭     |                                                                          |
| 內港31號碼頭                   | 聖安多尼堂區 | 貨運碼頭     |                                                                          |
| 內港30號碼頭                   | 聖安多尼堂區 | 貨運碼頭     |                                                                          |
| 內港29號碼頭                   | 聖安多尼堂區 | 貨運碼頭     |                                                                          |
| 內港28號碼頭                   | 聖安多尼堂區 | 貨運碼頭     |                                                                          |
| 內港27號碼頭                   | 聖安多尼堂區 | 貨運碼頭     |                                                                          |
| 內港26號碼頭                   | 聖安多尼堂區 | 貨運碼頭     |                                                                          |
| 內港25號碼頭                   | 聖安多尼堂區 | 貨運碼頭     |                                                                          |
| 內港23號碼頭                   | 聖安多尼堂區 | 貨運碼頭     |                                                                          |
| 內港22A號碼頭                  | 聖安多尼堂區 | 貨運碼頭     |                                                                          |
| 內港22號碼頭                   | 聖安多尼堂區 | 貨運碼頭     |                                                                          |
| 內港21號碼頭                   | 聖安多尼堂區 | 貨運碼頭     |                                                                          |
| 內港12號碼頭                   | 風順堂區     | 客運碼頭     | 供海上遊及公務船靠泊。                                                   |
| 內港客運碼頭                   | 風順堂區     | 客運碼頭     | 又稱內港11A號碼頭                                                        |
| 內港11號碼頭                   | 風順堂區     | 貨運碼頭     |                                                                          |
| 內港10號碼頭                   | 風順堂區     | 貨運碼頭     |                                                                          |
| 內港9號碼頭                    | 風順堂區     | 貨運碼頭     | 供海事局安排救援船隻靠泊，同時配合內港漁船防火應變計劃。                 |
| 南舢舨碼頭                     | 風順堂區     | 客運碼頭     | 只為進出停泊於內港船舶者之用。                                           |
| 內港8號碼頭                    | 風順堂區     | 客運碼頭     | 已荒廢。                                                                 |
| 內港7A號碼頭                   | 風順堂區     | 貨運碼頭     |                                                                          |
| 內港7號碼頭                    | 風順堂區     | 貨運碼頭     |                                                                          |
| 內港6C號碼頭                   | 風順堂區     | 貨運碼頭     |                                                                          |
| 內港6B號碼頭                   | 風順堂區     | 貨運碼頭     |                                                                          |
| 內港6A2號碼頭                  | 風順堂區     | 貨運碼頭     |                                                                          |
| 內港6A號碼頭                   | 風順堂區     | 貨運碼頭     |                                                                          |
| 內港6號碼頭                    | 風順堂區     | 貨運碼頭     |                                                                          |
| 內港5C號碼頭                   | 風順堂區     | 貨運碼頭     |                                                                          |
| 內港5B2號碼頭                  | 風順堂區     | 貨運碼頭     |                                                                          |
| 內港5號碼頭                    | 風順堂區     | 貨運碼頭     |                                                                          |
| 內港5A號碼頭                   | 風順堂區     | 貨運碼頭     |                                                                          |
| 媽閣碼頭                       | 風順堂區     | 客運碼頭     | 供海上遊及公務船靠泊。                                                   |
| 澳門半島東岸                   |              |              |                                                                          |
| 外港客運碼頭                   | 大堂區       | 客運碼頭     |                                                                          |
| 澳門漁人碼頭                   | 大堂區       | 遊艇停泊碼頭 | 具遊艇靠泊設施。                                                         |
| 氹仔                           |              |              |                                                                          |
| 氹仔客運碼頭                   | 嘉模堂區     | 客運碼頭     |                                                                          |
| 路環西岸                       |              |              |                                                                          |
| 路環遊艇停泊區                 | 聖方濟各堂區 | 遊艇停泊碼頭 | 供遊艇靠泊                                                               |
| 路環聯生工業村臨時D碼頭        | 聖方濟各堂區 | 貨運碼頭     |                                                                          |
| 路環聯生工業村G2地段的建材碼頭 | 聖方濟各堂區 | 貨運碼頭     |                                                                          |
| 路環碼頭                       | 聖方濟各堂區 | 客運碼頭     | 專為持有橫琴當局發出的通行証人士及海上遊上落之用。                       |
| 路環東岸                       |              |              |                                                                          |
| 路環電力公司碼頭               | 聖方濟各堂區 | 貨運碼頭     | 與路環東北海岸九澳貨櫃碼頭、水泥廠碼頭、燃油碼頭三個碼頭組成九澳港。     |
| 九澳港貨櫃碼頭                 | 聖方濟各堂區 | 貨運碼頭     | 與路環東北海岸電力公司碼頭、水泥廠碼頭、燃油碼頭三個碼頭組成九澳港。     |
| 九澳澳門水泥廠碼頭             | 聖方濟各堂區 | 貨運碼頭     | 與路環東北海岸電力公司碼頭、九澳貨櫃碼頭、燃油碼頭三個碼頭組成九澳港。   |
| 九澳港燃油碼頭                 | 聖方濟各堂區 | 貨運碼頭     | 與路環東北海岸電力公司碼頭、九澳貨櫃碼頭、水泥廠碼頭三個碼頭組成九澳港。 |

## 外部連結
- 海事及水務局 （页面存档备份，存于）